# Carex shimidzensis
Carex shimidzensis är en halvgräsart som beskrevs av Adrien René Franchet. Carex shimidzensis ingår i släktet starrar, och familjen halvgräs. Inga underarter finns listade i Catalogue of Life.